# Săldăbagiu de Munte, Bihor
Săldăbagiu de Munte (în maghiară Hegyközszáldobágy) este un sat în comuna Paleu din județul Bihor, Crișana, România.

## Obiective turistice
- Rezervația naturală “Fâneața Valea Roșie” (4,0 ha).
- Biserica reformată